# Guangzhou International Women's Open 2017
Guangzhou International Women's Open 2017 byl tenisový turnaj pořádaný jako součást ženského okruhu WTA Tour, který se hrál na otevřených dvorcích s tvrdým povrchem mezinárodního tenisového centra. Probíhal mezi 18. až 23. zářím 2017 v čínském Kantonu jako čtrnáctý ročník turnaje.
Turnaj s rozpočtem 250 000 dolarů patřil do kategorie WTA International Tournaments. Nejvýše nasazenou hráčkou ve dvouhře se stala dvacátá čtvrtá hráčka světa Pcheng Šuaj z Číny, kterou ve druhém kole vyřadila Belgičanka Yanina Wickmayerová. Jako poslední přímá účastnice do dvouhry nastoupila čínská 150. hráčka žebříčku Liou Fang-čou.
Druhý singlový titul na okruhu WTA Tour získala Číňanka Čang Šuaj, když v Kantonu triumfovala již v roce 2013. Premiérovou společnou trofej ve čtyřhře vybojoval belgicko-nizozemský pár Elise Mertensová a Demi Schuursová.

## Distribuce bodů a finančních odměn

### Distribuce bodů
| Soutěž  | vítězky | finalistky | semifinalistky | čtvrtfinalistky | 16 v kole | 32 v kole | Q  | Q2 | Q1 |
| ------- | ------- | ---------- | -------------- | --------------- | --------- | --------- | -- | -- | -- |
| dvouhra | 280     | 180        | 110            | 60              | 30        | 1         | 18 | 12 | 1  |
| čtyřhra | 280     | 180        | 110            | 60              | 1         | —         | —  | —  | —  |

### Finanční odměny
| Soutěž                              | vítězky | finalistky | semifinalistky | čtvrtfinalistky | 16 v kole | 32 v kole | Q2     | Q1   |
| ----------------------------------- | ------- | ---------- | -------------- | --------------- | --------- | --------- | ------ | ---- |
| dvouhra                             | $43 000 | $21 400    | $11 500        | $6 175          | $3 400    | $2 100    | $1 020 | $600 |
| čtyřhra                             | $12 300 | $6 400     | $3 435         | $1 820          | $960      | —         | —      | —    |
| částka ve čtyřhře je uvedena na pár |         |            |                |                 |           |           |        |      |

## Ženská dvouhra

### Nasazení
| Stát                         | Hráčka             | WTA | Nasazení |
| ---------------------------- | ------------------ | --- | -------- |
| Čína                         | Pcheng Šuaj        | 24. | 1.       |
| Čína                         | Čang Šuaj          | 28. | 2.       |
| Estonsko                     | Anett Kontaveitová | 30. | 3.       |
| Ukrajina                     | Lesja Curenková    | 39. | 4.       |
| Belgie                       | Elise Mertensová   | 41. | 5.       |
| Francie                      | Alizé Cornetová    | 45. | 6.       |
| Austrálie                    | Samantha Stosurová | 49. | 7.       |
| USA                          | Alison Riskeová    | 50. | 8.       |
| Žebříček WTA k 11. září 2017 |                    |     |          |

### Jiné formy účasti
Následující hráčky obdržely divokou kartu do hlavní soutěže:
- Pcheng Šuaj
- Jou Siao-ti
- Čang Šuaj

Následující hráčka nastoupila do hlavní soutěže pod žebříčkovou ochranou:
- Rebecca Petersonová

Následující hráčky si zajistily postup do hlavní soutěže v kvalifikaci:
- Lizette Cabrerová
- Kao Sin-jü
- Lesley Kerkhoveová
- Lu Ťing-ťing
- İpek Soyluová
- Čang Kchaj-lin

### Odhlášení
před zahájením turnaje
- Ana Bogdanová → nahradila ji  Rebecca Petersonová
- Sabine Lisická → nahradila ji  Jana Fettová
- Čeng Saj-saj → nahradila ji  Jasmine Paoliniová
- Ču Lin → nahradila ji  Arina Rodionovová

### Skrečování
- Patricia Maria Țigová

## Ženská čtyřhra

### Nasazení
| Stát                                                                     | Hráčka              | Stát       | Hráčka                   | WTA  | Nasazení |
| ------------------------------------------------------------------------ | ------------------- | ---------- | ------------------------ | ---- | -------- |
| Belgie                                                                   | Elise Mertensová    | Nizozemsko | Demi Schuursová          | 96.  | 1.       |
| Austrálie                                                                | Monique Adamczaková | Austrálie  | Storm Sandersová         | 165. | 2.       |
| Nizozemsko                                                               | Lesley Kerkhoveová  | Bělorusko  | Lidzija Marozavová       | 206. | 3.       |
| USA                                                                      | Jacqueline Caková   | Bulharsko  | Aleksandrina Najdenovová | 210. | 4.       |
| Žebříček WTA k 11. září 2017; číslo je součtem umístění obou členek páru |                     |            |                          |      |          |

### Jiné formy účasti
Následující pár obdržel divokou kartu do hlavní soutěže:
- Kuo Mej-čchi /  Sun Sü-liou

## Přehled finále

### Ženská dvouhra
- Čang Šuaj vs.  Aleksandra Krunićová, 6–2, 3–6, 6–2

### Ženská čtyřhra
- Elise Mertensová /  Demi Schuursová vs.  Monique Adamczaková /  Storm Sandersová, 6–2, 6–3